# Аксентьєв Микола Лукич
Микола Лукич Аксентьєв (9 січня 1957, село Великі Кулики, тепер Сєверного району Новосибірської області, Російська Федерація) — радянський діяч, старший виробничий майстер цеху Пермського заводу «Машинобудівник» науково-виробничого об'єднання «Іскра» міста Пермі. Член Центральної контрольної комісії КПРС у 1990—1991 роках.

## Життєпис
У 1975 році закінчив школу шоферів у селі Сєверне Сєверного району Новосибірської області.
З 1975 по 1977 рік служив у Радянській армії.
З 1977 року — колгоспник колгоспу «Путь к коммунизму» села Великі Кулики Сєверного району Новосибірської області.
Член КПРС з 1978 року.
У 1983 році закінчив завод-втуз Красноярського політехнічного інституту.
З 1983 року — виробничий майстер, старший виробничий майстер цеху Пермського заводу «Машинобудівник» науково-виробничого об'єднання «Іскра» міста Пермі.
У 1987 році закінчив університет марксизму-ленінізму Пермського обласного комітету КПРС.
Подальша доля невідома.